# Hohenheimer Jahrringkalender
Der Hohenheimer Jahrringkalender ist ein dendrochronologisches Projekt des Institutes für Botanik an der Universität Hohenheim in Stuttgart. Das Jahrringlabor des Instituts hat eine Chronologie der Jahrringe von Bäumen verschiedenen Alters aufgebaut, die sich  lückenlos von 10.461 v. Chr. (Stand 2004) bis heute erstreckt. Dieser Jahrringkalender umfasst so die gesamte Zeitspanne des Holozäns und reicht bis zur Endphase der letzten Eiszeit zurück. Damit ist er der zurzeit längste Jahrringkalender der Welt. Dazu wurden Holzproben aus Mitteleuropa, darunter 6.000 Mooreichen und Kiefern aus Kiesgruben verschiedener Regionen Süd- und Ostdeutschlands, untersucht.

## Geschichte
Der österreichische Botaniker Bruno Huber begann in den 1930er Jahren mit Baumringforschungen an der Forstlichen Hochschule Tharandt. 1946 wurde er Vorstand des Forstbotanischen Instituts der Ludwig-Maximilians-Universität München. Er legte den Grundstock der Sammlung. Sein Assistent Bernd Becker überführte die Sammlung in die Botanik nach Hohenheim, wo Burkhard Frenzel mit einem Schwerpunkt zur Vegetationsgeschichte forschte und großes Interesse hatte die Sammlung fortzuführen. Bernd Becker betreute die Sammlung wissenschaftlich und sie wurde kontinuierlich vergrößert bis zu seinem Tod in 1994. Nachdem Burkhard Frenzel dann 1996 emeritiert wurde, änderte die Botanik ihre Fachrichtung von Vegetationsgeschichte zur Molekularbiologie. Die Dendrochronologie wurde zur Arbeitsgruppe.
Derzeit arbeitet ein internationales Netzwerk von Forschern daran, die Dendrochronologie mit anderen Methoden der Datierung zu verknüpfen. Lücken zwischen 10.461 v. Chr. und früheren Zeitspannen, für die bereits dendrologische Daten vorliegen, könnten somit geschlossen und der Hohenheimer Jahrringkalender um etwa weitere 2000 Jahre erweitert werden.
Mit Hilfe des Kalenders lässt sich das Alter von Musikinstrumenten, Kunstwerken, Häusern oder Werkzeugen oft exakt bestimmen. Zu den speziellen Erfolgen des Hohenheimer Jahrringkalenders gehören die genaue Datierung der Heuneburg an der Donau, der Pfahlbausiedlungen am Bodensee und weiterer Fachwerkgebäude und Kirchen aus verschiedensten Zeitaltern.